# チャイニーズ・ディナー
『チャイニーズ・ディナー』は、2001年の日本映画。密室で繰り広げられるサスペンス劇である。

## キャスト
- 星野隆一：柳葉敏郎
- 謎の男：IZAM
- ウエイトレス：翠玲

## スタッフ
- 監督：堤幸彦
- 脚本：加藤学生、鬼頭理三
- オリジナルストーリー：堤幸彦
- 製作総指揮：伊藤満
- 企画：尾越浩文
- 製作：武政克彦
- プロデューサー：渡邊範雄、中沢晋、横尾友美
- 制作：鳥越道昭、高橋洋人
- 撮影：唐沢悟
- 美術：稲垣尚夫
- 音楽：見岳章
- 主題歌：吉田美奈子「凪」
- 録音：井上宗一
- サウンドデザイン：志田博英
- 効果：亀森素子
- 照明：石田健司
- 編集：上野聡一
- スタイリスト：佐藤ミサキ、西川利糸子
- アシスタントプロデューサー：澤渡匠
- 監督補：鬼頭理三
- スクリプター：市川桂
- スチール：石川登栂子
- アクションコーディネイト：佐々木修平